# Saxifraga ovczinnikovii
Saxifraga ovczinnikovii är en stenbräckeväxtart som beskrevs av R.V. Kamelin. Saxifraga ovczinnikovii ingår i Bräckesläktet som ingår i familjen stenbräckeväxter. Inga underarter finns listade i Catalogue of Life.